# Miss Balears
Miss Balears o Miss Illes Balears és un títol que s'atorga en guanyar el certamen de bellesa per a joves balears que cada any se celebra per l'estiu, normalment a Palma.
Les candidates de tots els pobles balears s'hi presenten per aconseguir el ceptre de Miss balear i un trampolí a millorar personal i professionalment dins el món de la moda. Totes elles han de superar algunes proves i uns requisits físics com l'altura, el pes o el contorn del cos, a més de superar les bases del concurs.
La Miss Balear es presenta cada any al certamen estatal de la dona més bella del país, que és escollida a l'hivern o a principis d'any.

## Guanyadores
- 2007: Francesca Rebassa Truyols
- 2008:
- 2009:
- 2010:
- 2012: Marina Rosselló
- 2013: Natalia Ferrer Fernandez